# Anne Martien Lousberg
Anne Martien Lousberg (1970) is een Nederlands actrice.

## Filmografie
- 1987: Havinck – Havincks dochter Eva.
- 1995: Hoogster tijd
- 1995: Aletta Jacobs: Het hoogste streven – Meretrix
- 1996: Baantjer – Mariska Sterk
- 1999: Ben zo terug – Cockie Versteeg
- 2008: Deadline – Manon Maat
- 2016: SpangaS – moeder Caro